# Peter Gabriel (II)
Peter Gabriel är Peter Gabriels andra soloalbum, utgivet 1978. Det var hans andra av fyra självbetitlade album och brukar kallas II eller Scratch, efter bilden på skivomslaget.
Albumet nådde tionde plats på UK Albums Chart.

## Låtlista
Samtliga låtar skrivna av Peter Gabriel, om annat inte anges.
1. "On the Air" - 5:30
2. "D.I.Y." - 2:37
3. "Mother of Violence" (Jill Gabriel/Peter Gabriel) - 3:10
4. "A Wonderful Day in a One-Way World" - 3:33
5. "White Shadow" - 5:14
6. "Indigo" - 3:30
7. "Animal Magic" - 3:26
8. "Exposure" (Robert Fripp/Peter Gabriel) - 4:12
9. "Flotsam and Jetsam" - 2:17
10. "Perspective" - 3:23
11. "Home Sweet Home" - 4:37

## Medverkande
- Peter Gabriel - sång, orgel, synthesizer, piano
- Bayete - keyboard
- Roy Bittan - keyboard
- Timmy Cappello - saxofon
- Larry Fast - synthesizer
- Robert Fripp - akustisk gitarr, elgitarr
- Tony Levin - bas, sång, Chapman Stick
- Jerry Marotta - trummor, sång
- Sid McGinnis - akustisk gitarr, elgitarr, slidegitarr, steel guitar, mandolin, sång